# Poeciloneta tanasevitchi
Poeciloneta tanasevitchi là một loài nhện trong họ Linyphiidae.
Loài này thuộc chi Poeciloneta. Poeciloneta tanasevitchi được Yuri M. Marusik miêu tả năm 1991.